# 安德烈·佐治斯古
安德烈·佐治斯古（羅馬尼亞語：Andrei Georgescu，1983年3月12日—）是羅馬尼亞裔教練，效力於羅馬尼亞布加勒斯特戴拿模足球會。

## 生涯
佐治斯古是前布加勒斯特戴拿模青年隊球員，也曾在祖國為Coresi和Olimpia Ramnicu Sarat效力。
2005年7月，他從都柏林AUL聯賽球隊北方競技隊加盟布雷流浪者足球會。2005年7月15日，身穿布雷流浪者足球會9號球衣的佐治斯古首次代表威克洛足球會上場，幫助海鷗隊客場2-1戰勝禾達福特足球會，給人留下了深刻的印象。佐治斯古的綽號是「佛朗哥」，他立即成為布雷流浪者支持者的最愛。他在布雷流浪者足球會足球會效力了3年，直到2008年賽季，他一直在努力保持在布雷一線隊的永久地位。結果，佐治斯古在2008年剩餘的時間裡被租借到甲級聯賽冠軍球隊舒爾本足球會。由於傷病和舒爾本足球會前鋒陣容中激烈的競爭，佐治斯古在舒爾本足球會的聯賽出場次數被限制為4次，但儘管如此，這位羅馬尼亞前鋒還是展現出了希望，包括在1-1在戰平英格蘭足球甲級聯賽米禾爾足球會的友誼賽中為舒爾本足球會扳平比分。2008年7月18日，他在舒爾本足球會的比賽中首次亮相，當時托爾卡公園球場0-0戰平鄧達克足球會。這名前鋒於2009年初加入倫斯特高級聯賽高級聯賽球隊貝爾格羅夫，然後在2009年7月9日重新加入舒爾本足球會。佐治斯古在舒爾本足球會的第二次效力只持續了兩週，其中包括作為替補出場的1次聯賽。佐治斯古於2009年8月加盟甲級球隊阿斯隆鎮，該賽季他在13場聯賽和杯賽中攻入2球。
佐治斯古於2010年1月28日重新加入前布雷流浪者足球會，但在他的第二個賽季僅參加了4場比賽後，他就在賽季中期與布雷流浪者足球會分道揚鑣。2011年，佛朗哥退休並加盟杜希達聯足球會。 他現在仍然在那裡擔任教練，並參觀了杜希達地區周圍的許多學校，教他們足球。

## 外部連結
- Andrei Georgescu interview on www.eircomloi.ie[永久]